# Мейрионит
Мейрионит (валл. Meirionydd) — суб-королевство зависимое от королевства Гвинед. Образовалось в V веке, ликвидировано в VIII веке.

## История

### Раннее Средневековье
После смерти Кинеты произошло разделение его земель. Мейрхион, сын Тибиона, старший сын Кинеты, получил западные владения деда. Правитель Мерионита, Кадваладр, возможно, является одним из прототипов Короля Артура. Первым правителям приходилось защищаться от морских набегов Ирландцев. Кадваладр и его сын Гурин успешно сражались против англо-саксов. В годы правления Гвитно произошло наводнение, которое затронуло столицу государства, город Кайр-Видно, тогда же она была перенесена в Порт-Видно. В 632 либо в 634 году Идрис Великан стал на пути Освальда и был разбит им в битве у реки Северн. Суальда вместе с Кинтиланом участвовал в битве при Майс-Когви против Освальда, где они его и разбили, таким образом он отомстил за поражение отца. Брохвайла, «Анналы Камбрии», называют участником битвы в 662 году, где он и погиб. Считается, что около 785 года, династия прервалась и Мейрионит был присоединен к Гвинеду.

### Позднее Средневековье

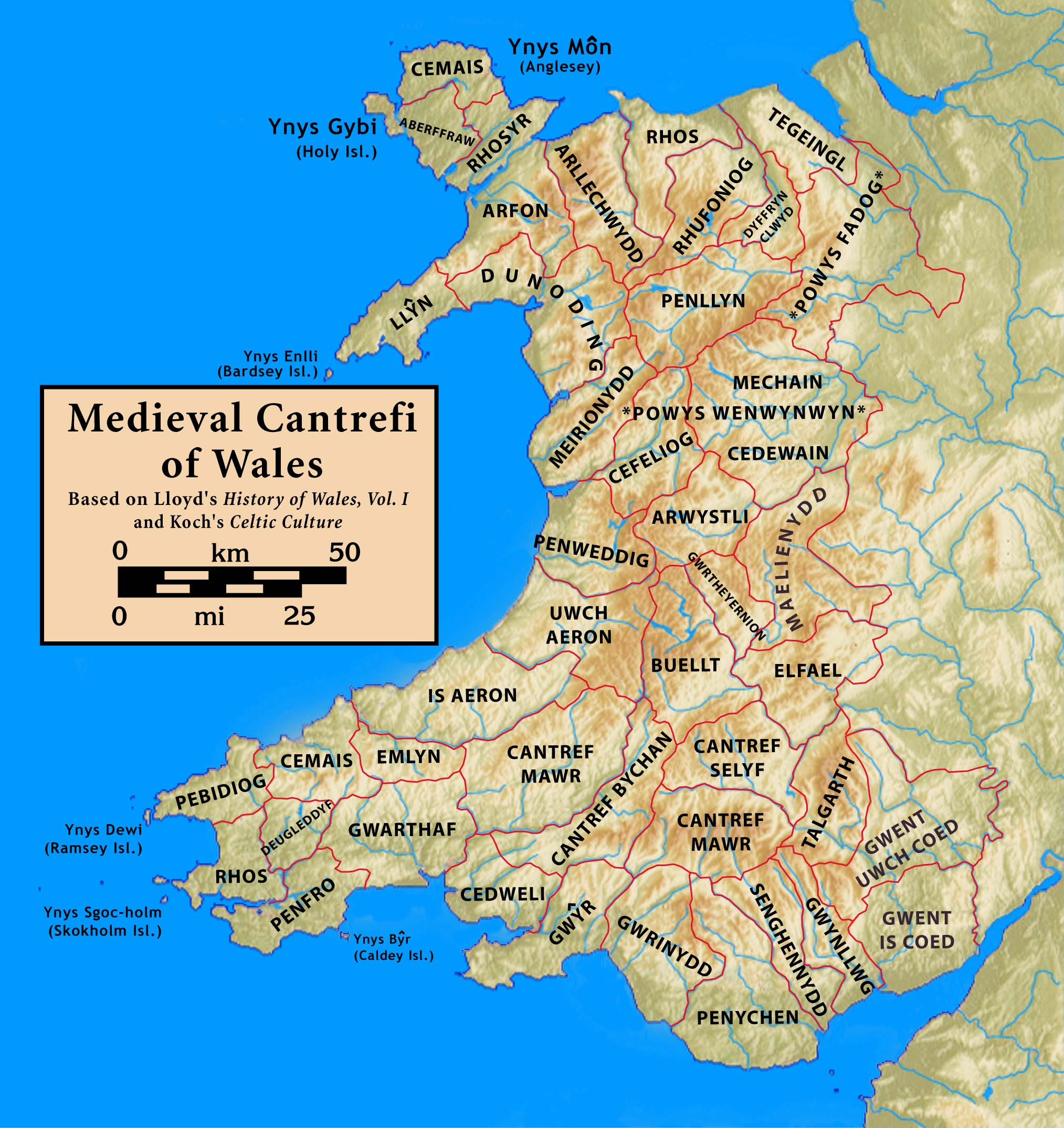
Уэльс в Средние века

## Правители

### Суб-короли Мейрионида
- Мейрхион Мейрионит (445—480)
- Кадваладр Мейрионитский (480—500)
- Гурин Стриженая борода (500—540)
- Клидно ап Гурин[8]
- Гвитно Журавлиные ноги (540—580)
- Идрис Великан (580—632/634)
- Суальда (632/634—645)
- Брохвайл (645—662)
- Эйнуд Короткий[9]
- Эднивед ап Эйнуд[10]
- Брохвайл ап Эднивед[11]
- Кинан[12] (До 785)[7]
- Кадваладар ап Кинан[13]
- Сейсилл Мерионит ап Эдновен ап Эйнион ап Эднивед
- Эйнион ап Сейсилл, побежден Родри Великим.